# Meribrê Khety
Meribrê Khety est un roi héracléopolitain de la IXe ou de la Xe dynastie, pendant la Première Période intermédiaire. Il règne à partir d’Héracléopolis en Haute-Égypte (20e nome).

## Attestations

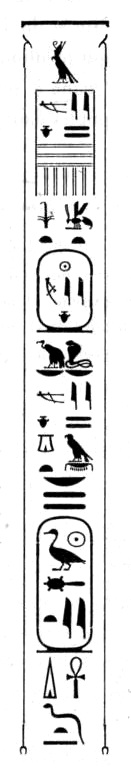
Dessin d'une baguette en ébène où se trouve inscrite la titulature complète de Meribrê Khety.

Comme son nom n'est pas mentionné dans le canon royal de Turin (très abîmé là où sont situées les IXe et Xe dynasties), ce souverain n'est connu que par quelques objets : 
- une sorte de brasero ou de panier en cuivre provenant d'une tombe près d'Assiout (trouvé avec une palette de scribe portant le nom du roi Merikarê) et maintenant exposé au Musée du Louvre ;
- une baguette en ébène trouvé à Meir maintenant au Musée égyptien du Caire (JE 42835) ;
- un fragment de cercueil en ivoire de Licht et quelques autres trouvailles mineures[1],[2].

Grâce à ces quelques vestiges, la titulature de Meribrê Khety est la plus complète parmi les rois connus de cette période.

## Règne
Certains chercheurs,,, — Gardineur, Hayes, Flinders Petrie, Grimal — pensent que Meribrê Khety est le fondateur de la IXe dynastie, un nomarque héracléopolitain qui a rassemblé assez d'autorité pour se revendiquer comme le successeur légitime des rois de l'Ancien Empire. Il semble que Meribrê Khety ait régné sur ses voisins nomarques avec une poigne de fer, et c'est probablement pour cette raison qu'à une époque ultérieure, ce souverain est devenu l'infâme Achtoes de Manéthon, un roi tyran qui est devenu fou puis a été tué par un crocodile.
D'autres égyptologues, comme Jürgen von Beckerath, pensent au contraire que Meribrê Khety a régné vers la fin de la Xe dynastie suivante, peu avant le roi Mérikarê II.
En raison des opinions divergentes des chercheurs, il est difficile de dater le règne de Meribrê Khety avec certitude. S'il était vraiment le fondateur de la IXe dynastie, son règne aurait dû conventionnellement commencer vers 2160 avant J.-C., alors que dans le second cas, son règne aurait dû commencer environ un siècle plus tard.
Selon certains égyptologues (idée qui est généralement retenue) il est l'auteur des célèbres préceptes pour son fils, le roi Mérikarê II, dans lesquels il l'instruit, notamment comment traiter le prélèvement de l'impôt. Après une description de la grave crise sociale et politique que traverse cette période, il explique les moyens à mettre en œuvre pour rétablir l'ordre et redonner à la royauté son prestige d'antan. Les préceptes sont un ouvrage majeur dans la littérature moraliste de l'époque.